# Tösse
Tösse is een plaats in de gemeente Åmål in het landschap Dalsland en de provincie Västra Götalands län in Zweden. De plaats heeft 322 inwoners (2005) en een oppervlakte van 58 hectare.
Haar bekendste inwoners zijn de Belgische tv-maker Staf Coppens en zijn gezin die daar een camping uitbaten (te zien in het programma "Camping Cøppens")